# Lifitegrast
Le lifitegrast est une molécule  antagoniste du LFA-1 empêchant son interaction avec l'ICAM-1 et en cours de test dans la sécheresse oculaire.

## Mode d'action
En collyre, il se fixe sur l'LFA-1 empêchant son interaction avec l'ICAM-1, diminuant la réponse inflammatoire.

## Efficacité
Donné sous forme de gouttes, deux fois par jour, il améliore les symptômes de la sécheresse oculaire. Il semble améliorer parfois les lésions cornéennes tels que vues à la fluorescéine, mais cela reste discuté. Il n'existe, pour l'instant pas de comparaison avec les autres traitements du syndrome sec.

## Effets secondaires
la tolérance est bonne. Les effets secondaires principaux sont une irritation oculaire et une dysgueusie. Sous forme de collyre, la pénétration systémique semble quasi nulle, la molécule semblant indétectable dans le sang.